# Горанка Кнежевић
Горанка Кнежевић (Ријека, 14. октобар 1972) српска је универзитетска професорка. Ректорка је Универзитета Сингидунум.

## Биографија
Звање дипломираног економисте стекла је 1995. године на Економском факултету Универзитета у Београду. Степен магистра економских наука стекла је 20. јануара 2000. године на истом факултету, а звање доктора економских наука 17. марта 2007. на Економском факултету Универзитета у Нишу.
Године 1991. на републичком такмичењу средњих економских школа у Хрватској освојила је прво место и добила награду Савеза рачуноводствених и финансијских радника Хрватске.

## Радна биографија
- Факултет за менаџмент Универзитета Браћа Карић:
  - асистент приправник (1995—2000)
  - асистент (2000—2006)
  - асистент енглеско одељење (2004—2006)
- Пословни факултет Универзитета Сингидунум Универзитета Сингидунум:
  - доцент (2007—данас)